# Бора (Бразилия)
Бора (порт. Borá)  —  муниципалитет в Бразилии, входит в штат Сан-Паулу. Составная часть мезорегиона Ассис. Входит в экономико-статистический  микрорегион Асис. Население составляет 828 человек на 2006 год. Занимает площадь 118,669 км². Плотность населения — 7,0 чел./км².

## Статистика
- Валовой внутренний продукт на 2003 составляет 11.339.792,00 реалов (данные: Бразильский институт географии и статистики).
- Валовой внутренний продукт на душу населения на 2003 составляет 13.948,08 реалов (данные: Бразильский институт географии и статистики).
- Индекс развития человеческого потенциала на 2000 составляет 0,794  (данные: Программа развития ООН).

## География
Климат местности: горный тропический. В соответствии с классификацией Кёппена, климат относится к категории Cfb.